# Gerd Almgren
Pour les articles homonymes, voir Almgren.
Gerd Almgren (1925-2008) est une journaliste et photographe suédoise. Elle a notamment travaillé à la radio suédoise Sveriges Radio.

## Journaliste suédoise au Maghreb
Elle est connue au Maghreb et en particulier en Algérie pour avoir suivi de près la crise de la guerre d'Algérie. Almgren a en effet été l'une des seules journalistes à avoir traversé la frontière tuniso-algérienne pour entrer en Algérie et prendre contact avec les soldats de l'Armée de libération nationale algérienne. 
Le 1er mai 1962, elle crée polémique lorsqu'elle dénonce les conditions de la guerre d'Algérie, notamment les conditions des Algériens. En Suède, ce discours a été jugé inacceptable pour une personnalité de la télévision, elle a donc décidé ce même jour de démissionner. Ces actions journalistiques en faveur des Algériens lui ont valu le nom de « Madame Courage » en Algérie.
La même année, elle a pu rencontrer Ahmed Ben Bella, premier président Algérien.

## En Afrique de l'Ouest
Gard Almgren est aussi connue pour ses clichés et illustrations du littoral et de la nature, notamment au Ghana et en Côte d'Ivoire.